# Praia Grande
Praia Grande város Brazíliában, São Paulo államban. Lakosainak száma 349 935 fő (2022). Praia Grande São Vicente és Mongaguá községekkel határos.

## Népesség
A település népességének változása:
| Lakosok száma | 193 582 | 262 051 | 299 261 | 330 845 | 336 454 | 349 935 |
|               | 2000    | 2010    | 2015    | 2020    | 2021    | 2022    |